# Денис Жвегель
Денис Жвегель (словен. Denis Žvegelj, 24 червня 1972) — словенський академічний веслувальник.
Бронзовий призер Олімпійських Ігор 1992 року в складі розпашної двійки без стернового, учасник 1996 року.
Срібний призер Чемпіонату світу 1991 року в складі розпашної двійки без стернового, бронзовий призер 1993 року в складі розпашної двійки без стернового.